# Aéroport international de Banyuwangi
L'aéroport international de Banyuwangi (code IATA : BWX • code OACI : WADY) (en indonésien : Bandar Udara Internasional Banyuwangi) est un aéroport qui dessert la ville de Banyuwangi et ses environs dans l’est de Java, en Indonésie. L'aéroport s'appelait autrefois aéroport de Blimbingsari. Il a été ouvert en décembre 2010 et est désigné comme le premier aéroport vert d'Indonésie. Il est géré par PT Angkasa Pura II (Persero). 
En 2010, l'aéroport n'avait accueilli que 7 386 passagers. Il en a accueilli 140 683 en 2017, soit une augmentation de 1 700 % en 7 ans, et 307 157 pour les 10 premiers mois de 2018. 

## Développement et agrandissement

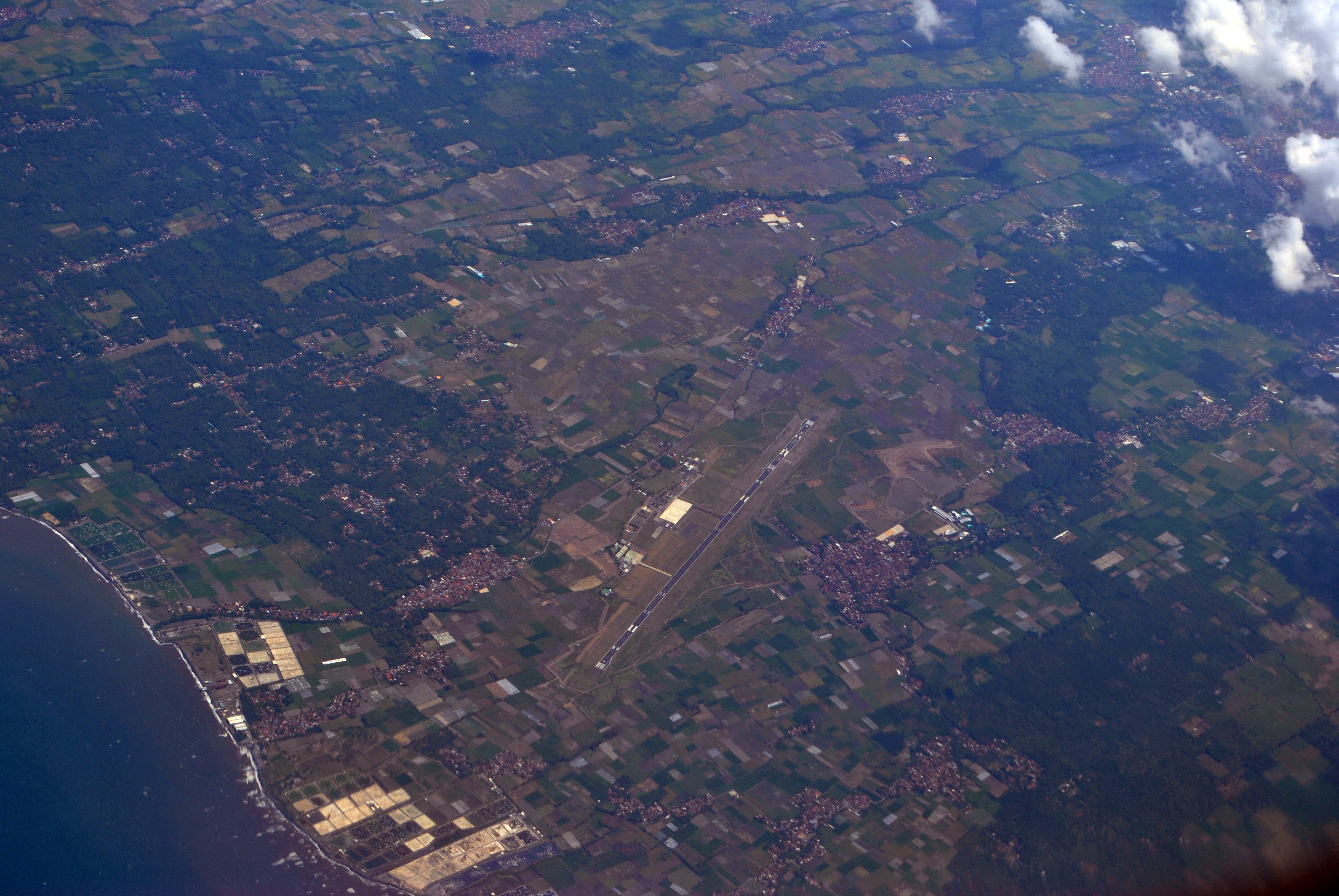
Vue aérienne de l'aéroport de Banyuwangi.

La construction a été lancée en 2002 par le vice-président Hamzah Haz. Des affaires liées à l'acquisition de terrains ont amené à la condamnation de deux régents de Banyuwangi, Samsul Hadi et Ratna Ani Lestari, pour corruption. 
À l’origine, la piste n’était pas assez longue et ne pouvait accueillir que des petits avions à hélices tels que le Cessna 208. En 2012, elle a été allongée pour accueillir des avions de ligne à turbopropulseurs tels que le Fokker 50 et l'ATR 72. Un autre programme d'agrandissement et de développement a été entrepris pour convertir l'aéroport en aéroport international à bas coût (LCCA). Les travaux comprenaient l'extension de : 
- la piste pour accueillir des jets de 150 passagers comme les Boeing 737-8 NG et 737-9 ER et les Airbus A320,
- l'aire de stationnement à 34 000 m2 pour accueillir 9 avions petits porteurs,
- la piste et son élargissement à 2 500 × 45 m,
- du parking avec une capacité de 260 véhicules, et
- l'aérogare à 20 000 m2.

## Aérogare et piste

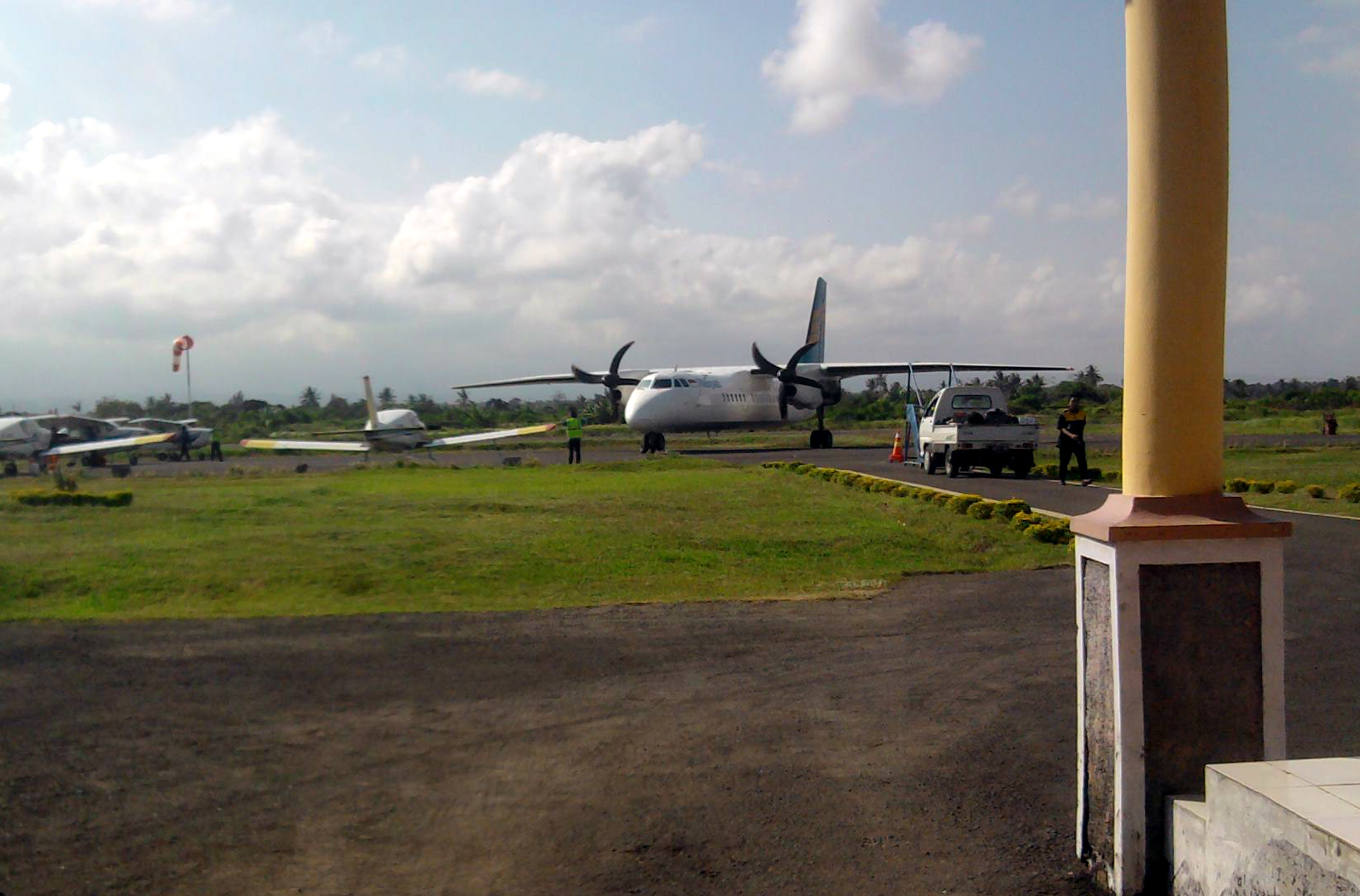
Avions sur l'aéroport de Banyuwangi.

L'aérogare est conçue pour ressembler à une maison traditionnelle osing de Java oriental, avec une conception en plein air qui réduit la dépendance aux climatiseurs. Elle a une superficie de quelque 20 000 m2 et peut accueillir deux millions de passagers par an. La piste a une longueur de 2 500 mètres et une largeur de 45 mètres. Une aire de stationnement de 41 000 m2 peut accueillir 9 avions petits porteurs. 
L'aéroport a été désigné comme aéroport tampon pour l'aéroport international Ngurah Rai lors de la réunion annuelle du FMI et de la Banque mondiale à Bali en octobre 2018.

## Compagnies et destinations
| Compagnies       | Destinations                                                                        |
| ---------------- | ----------------------------------------------------------------------------------- |
| Citilink         | Denpasar/Bali, Jakarta–Soekarno–Hatta, Kuala Lumpur–International, Manado, Surabaya |
| Garuda Indonesia | Jakarta–Soekarno–Hatta                                                              |
| NAM Air          | Jakarta–Soekarno–Hatta                                                              |
| Wings Air        | Surabaya                                                                            |
| XpressAir        | Banjarmasin                                                                         |

## Statistiques
| Rang | Destination                         | Fréquence (hebdomadaire) | Compagnie                           |
| ---- | ----------------------------------- | ------------------------ | ----------------------------------- |
| 1    | Jakarta – Soekarno – Hatta, Jakarta | 35                       | Citilink, Garuda Indonesia, Nam Air |
| 2    | Surabaya, Java oriental             | 21                       | Citilink, Wings Air                 |
| 3    | Manado, Sulawesi du Nord            | 7                        | Citilink                            |

| Rang | Destination                            | Fréquence (hebdomadaire) | Compagnie |
| ---- | -------------------------------------- | ------------------------ | --------- |
| 1    | Kuala Lumpur – International, Malaisie | 7                        | Citilink  |